# Edvard Cohrs

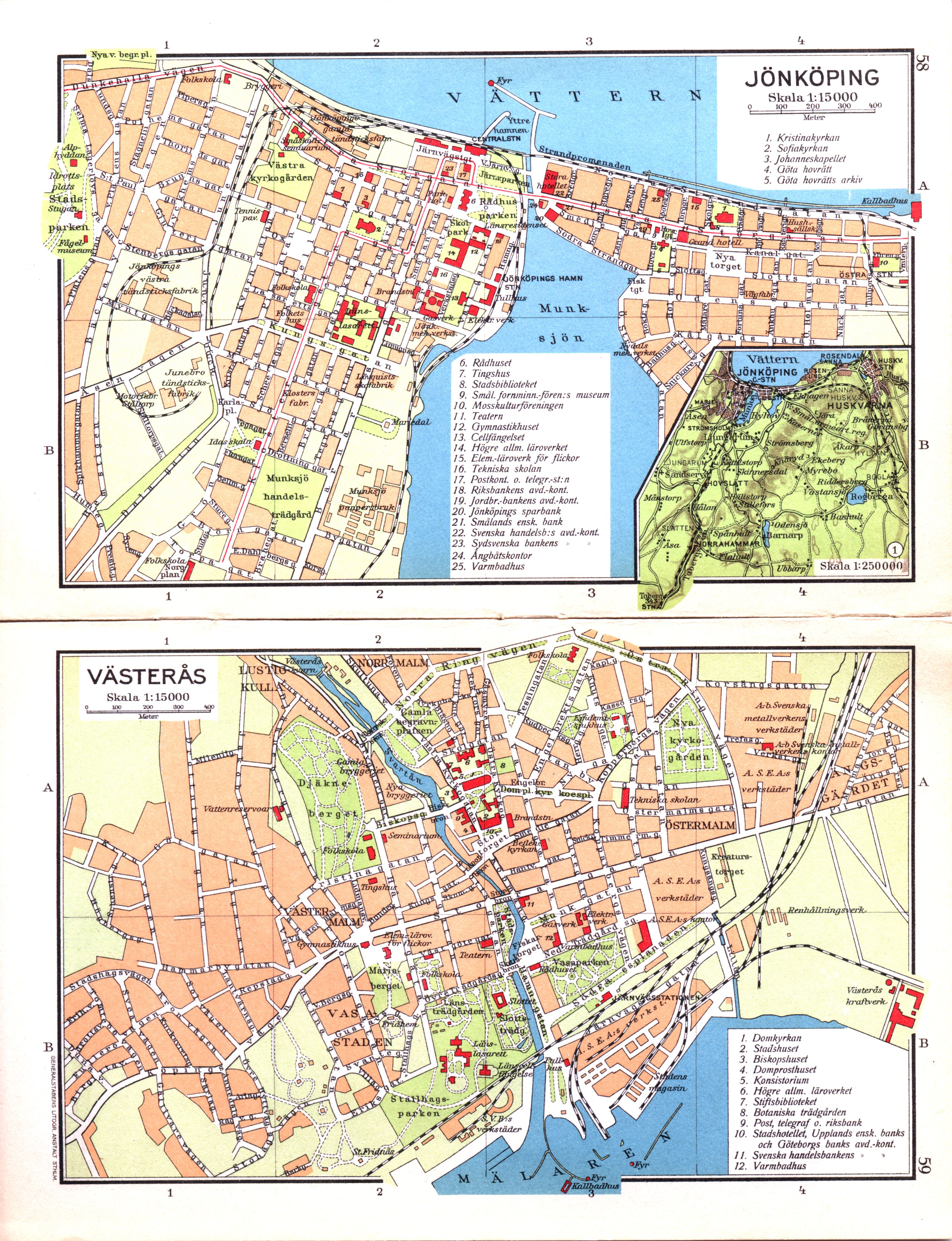
Kartor över Jönköping och Västerås ur Edvard Cohrs Atlas över Sverige från 1928.

Herman Edvard Cohrs, född den 27 augusti 1858 i Stockholm, död där den 27 juli 1934, var en svensk kartograf.
Cohrs, vars föräldrar var till Stockholm inflyttade tyskar, vistades efter avslutad studie- och lärotid närmare tre år i utlandet (i Leipzig, Wien och Paris) för vidare utbildning inom kartografin. Efter att ha återkommit till Stockholm 1883, utarbetade han bland annat den förtjänstfulla Cohrs' atlas öfver Sverige (1890; 12:e upplagan 1928) och Cohrs' jordglob (1897), som även fick stor användning. Tillsammans med Nils Torpson utgav han Geografisk handatlas öfver Jorden (1895; ny upplaga 1905), det första på boktryckspress tryckta större kartverk i Sverige, och en mindre kartbok för folkskolan (1899, nya upplagor 1907 och 1923). Cohrs är gravsatt i Gustav Vasa kyrkas kolumbarium i Stockholm.